# Rodion Cămătaru
Rodion Gorun Cămătaru est un footballeur international roumain né le 22 juin 1958 à Strehaia. Il évoluait au poste d'attaquant.
Il a participé à l'Euro 1984 et à la Coupe du monde 1990 avec l'équipe de Roumanie.

## Carrière
- 1974-1986 : CSU Craiova ( Roumanie)
- 1986-1989 : Dinamo Bucarest ( Roumanie)
- 1989-1990 : Sporting de Charleroi ( Belgique)
- 1990-1993 : SC Heerenveen ( Pays-Bas)

## Palmarès

### Sélection nationale
- 75 sélections et 22 buts avec l'équipe de Roumanie: entre 1978 et 1990[1]
- Médaille de bronze aux Universiade de Mexique en 1979[2]
- Vainqueur de la Coupe des Balkans des nations en 1980

### Club
- Universitatea Craiova
  - Champion de Roumanie en 1980 et 1981
  - Vice-champion de Roumanie en 1982 et 1983
  - Vainqueur de la Coupe de Roumanie en 1977, 1978, 1981 et 1983
  - Finaliste de la Coupe de Roumanie en 1975 et 1985
- Dinamo Bucarest
  - Vice-champion de Roumanie en 1987, 1988 et 1989
  - Finaliste de la Coupe de Roumanie en 1987 et 1989
- SC Heerenveen
  - Finaliste de la Coupe des Pays-Bas en 1993

### Trophées individuels
- Meilleur buteur du Championnat de Roumanie: 1987 (44 buts)
- Soulier d'or européen: 1987 avec 44 buts[3]

## Statistiques

### En championnat
| Année     | Equipe                | Championnat    | Matchs | Buts |
| --------- | --------------------- | -------------- | ------ | ---- |
| 1974–1975 | Universitatea Craiova | Division 1     | 7      | 0    |
| 1975–1976 | Universitatea Craiova | Division 1     | 26     | 1    |
| 1976–1977 | Universitatea Craiova | Division 1     | 14     | 1    |
| 1977–1978 | Universitatea Craiova | Division 1     | 26     | 3    |
| 1978–1979 | Universitatea Craiova | Division 1     | 28     | 13   |
| 1979–1980 | Universitatea Craiova | Division 1     | 26     | 17   |
| 1980–1981 | Universitatea Craiova | Division 1     | 33     | 23   |
| 1981–1982 | Universitatea Craiova | Division 1     | 23     | 12   |
| 1982–1983 | Universitatea Craiova | Division 1     | 27     | 9    |
| 1983–1984 | Universitatea Craiova | Division 1     | 29     | 17   |
| 1984–1985 | Universitatea Craiova | Division 1     | 33     | 18   |
| 1985–1986 | Universitatea Craiova | Division 1     | 16     | 8    |
| 1986–1987 | Dinamo Bucarest       | Division 1     | 33     | 44   |
| 1987–1988 | Dinamo Bucarest       | Division 1     | 26     | 17   |
| 1988–1989 | Dinamo Bucarest       | Division 1     | 30     | 15   |
| 1989–1990 | Sporting de Charleroi | Jupiler League | 24     | 6    |
| 1990–1991 | Sporting de Charleroi | Jupiler League | 5      | 0    |
| 1990–1991 | Sportclub Heerenveen  | Eredivisie     | 7      | 2    |
| 1991–1992 | Sportclub Heerenveen  | Eerste Divisie | 35     | 16   |
| 1992–1993 | Sportclub Heerenveen  | Eerste Divisie | 21     | 5    |